# Улица космонавтов (фильм)
«Улица космонавтов» — советская цветная детская комедия 1963 года снятая на киностудии «Киргизфильм» режиссёром Марианной Рошаль-Строевой по сценарию Семёна Листова.
В фильм органично и изобретательно вплетены мультипликационные вставки, созданные студией «Союзмультфильм», мультипликатор Н. П. Фёдоров.

## Сюжет
Начало 1960-х годов, после полёта первого человека в Космос дети мечтают стать космонавтами…

Ничего удивительного, обойди всю страну: повсюду детвора играет в космонавтов. Вот и ребятишки с Болотной улицы не отстают от других.— журнал «Советский экран», 1963
Двое мальчишек — Сардар и Федька, мечтают стать космонавтами. Для реализации своей цели построили во дворе целый космодром, для тренировок едят одну селедочную пасту из тюбика, а для экспериментов утащили у подружки щенка Шарика, переименовав его в Марсика. Но на пути к освоению Космоса становится спекулянт Закурдаев…

Детская приключенческая кинокомедия «Улица космонавтов». В картине нашла своеобразное воплощение «космическая» тема. Авторы показывают, как детская мечта о полетах в космос проходит через драматические и комические ситуации. Насыщенная весёлым юмором взрослых и детей картина без излишней дидактики внушает, что смелость, честность и принципиальность могут принести победу. В сюжет органично вплетена и сатирическая линия, развенчивающая спекулянтов.— История киргизского искусства: Краткий очерк / Азиз Абдыкасымович Салиев. — Илим, 1971. — 407 с. — с. 392

## В ролях
Главную роль играет шестиклассник Арстанбек Ирсалиев, семья его живет в поселке Карабалты, а сам он учится в Ленинграде, в хореографическом училище. В фильме занято много детей: москвич Володя Зеленин, фрунзенские школьники Анара Садыкова и Тулеш Океев, дети из Фрунзе и Пржевальска.
- Арстанбек Ирсалиев — Сардар
- Володя Зеленин — Федька
- Толеш Океев — Нурдин
- Анара Садыкова — Динара
- Виктор Колпаков — Закурдаев
- Даркуль Куюкова — Закурдаева
- Кумболот Досумбаев — Зарлык, отец Сардара
- Владимир Смирнов — дядя Степан, крановщик
- Бакы Омуралиев — лейтенант милиции
- Шамши Тюменбаев — почтальон
- К. Эсенов - собаколов

## Съёмочная группа
- автор сценария: Семён Листов
- постановка: Марианны Рошаль
- главный оператор: Илья Миньковецкий
- художник-постановщик: Сагынбек Ишенов
- художники: Мария Рудаченко, К. Невлер, С. Портной
- режиссёры: Б. Абдылдаев, Л. Гуревич
- режиссёр-мультипликации — Николай Фёдоров
- композитор — Валентин Кончаков
- текст песен: Наума Коржавина
- оператор — Б. Галантер
- звукооператоры: Ю. Шеин, Т. Океев
- монтаж — И. Горелик
- директор картины: В. Крутиков

## Критика
В «Улице космонавтов» было немало выдумки и изобретательности. Единственный детский фильм, выпущенный студией, выполнял свою задачу: он был забавен, оригинален по форме. Мультипликационные вставки, яркие краски и интересные изобразительные приемы украсили фильм. Картине порой не хватало психологической глубины, условия игры были в ней весьма прямолинейны. Но это, пожалуй, лежало в основе замысла: приключенческий детский фильм.— Кино Советской Киргизии: Сборник / К. Ашимов, В. Фуртычев. — М.: Искусство, 1979. — 336 с. — с. 167